# Stefan Leko
Stefan Leko (ur. 23 czerwca 1974) – niemiecki kick-boxer, z pochodzenia bośniacki Chorwat. Wielokrotny mistrz świata w kick-boxingu i boksie tajskim, w latach 1997-2008 występował w organizacji K-1.

## Kariera sportowa
Kick-boxing trenuje od 17. roku życia. Był dwukrotnym mistrzem świata IKBF w kick-boxingu i mistrzem świata WMTA w muay thai. W 1997 roku zadebiutował w K-1, stając się jednym z czołowych zawodników tej organizacji. Czterokrotnie wystąpił w Finałach K-1 World GP. Dwukrotnie tryumfował w turnieju K-1 World GP w Las Vegas.
W okresie 2004–2005 stoczył trzy przegrane walki w formule MMA dla japońskiej organizacji PRIDE FC.
Jest znany z niezwykle szybkich i celnych kombinacji bokserskich, stąd jego ringowy przydomek "Błyskawica". Jego popisową techniką jest kopnięcie obrotowe w wątrobę, którym znokautował m.in. Harry'ego Hoofta, Cartera Williamsa oraz Badra Hari. Trenuje w holenderskim klubie Golden Glory.

## Osiągnięcia
- 2006: K-1 World Grand Prix w Las Vegas II – 1. miejsce
- 2005: Mistrz Świata WKN w muay thai (kat. -96,6 kg)
- 2001: K-1 World Grand Prix w Las Vegas – 1. miejsce
- 2000: Mistrz Świata IKBO w muay thai
- 1999: K-1 Dreams '99 – 1. miejsce
- 1998: K-1 Fight Night 4 – 1. miejsce
- 1997: Mistrz Świata IKBF w kick-boxingu
- 1997: Mistrz Świata WMTA w muay thai
- 1996: Mistrz Świata IKBF Full Contact